# جوليان كوبري
جوليان كوبري (بالفرنسية: Julien Courbey)‏
```
هو 
ممثل
 
فرنسي
، ولد في 12 مارس 1976 
بتولوز
 في 
فرنسا
.
[
1
]
[
2
]
[
3
]
```

## أعمال

### أفلام
- (2009) البارونات
- (2012) مروكي في باريس

## وصلات خارجية
- جوليان كوبري على موقع IMDb (الإنجليزية)
- جوليان كوبري على موقع ألو سيني (الفرنسية)
- جوليان كوبري على موقع أول موفي (الإنجليزية)
- جوليان كوبري على موقع قاعدة بيانات الأفلام السويدية (السويدية)
- جوليان كوبري على موقع قاعدة بيانات الفيلم (الإنجليزية)
- جوليان كوبري على موقع كينوبويسك (الروسية)